# Eleição municipal de São José em 1992
A eleição municipal de São José em 1992 ocorreu em 3 de outubro. O prefeito era Dioceles João Vieira, do Partido da Frente Liberal (PFL). 
Germano João Vieira foi eleito para seu quarto mandato de prefeito, em turno único, junto ao vice Gervásio Silva, que acabaria assumindo o cargo mais tarde, sendo ambos do mesmo partido, o PFL. Na mesma eleição foram eleitos 21 vereadores para a 13ª legistatura.

## Resultado da eleição para prefeito
A eleição teve 11.814 votos em branco e 4.743 votos nulos, totalizando 54.157 votos válidos. Estavam aptos 77.692 eleitores, e 6.978 se abstiveram.

### Turno único
| Candidato | Candidato                       | Vice | Vice                           | №  | Coligação                                 | Votos  |
| --------- | ------------------------------- | ---- | ------------------------------ | -- | ----------------------------------------- | ------ |
|           | Germano João Vieira (PFL)       |      | Gervásio Silva (PFL)           | 25 | PFL/PRN                                   | 17.176 |
|           | Marci Marçal (PDS)              |      | Agostinho Pauli                | 11 | Força popular PDS/PDC/PL/PSC/PTB          | 16.891 |
|           | Lauro Guesser (PMDB)            |      | Pedro Augusto Gazaniga         | 15 | Frente Progressista PMDB/PPS/PC do B/PSDB | 14.043 |
|           | Geci Dorval Macedo Thives (PDT) |      | Luiz Fernando Philippi         | 12 | Mobilização Trabalhista PDT/PMN           | 4.066  |
|           | Emilson Reginaldo (PT)          |      | Wolney Adilson da Rocha Chucre | 13 | PT                                        | 1.981  |

| Partido | Partido | Candidato         | Votos  | Votos (%) |
| ------- | ------- | ----------------- | ------ | --------- |
|         | PFL     | Germano Vieira    | 17 176 | 31,72%    |
|         | PDS     | Marci Marçal      | 16 891 | 31,19%    |
|         | PMDB    | Lauro Guesser     | 14 043 | 25,93%    |
|         | PDT     | Gevi Thives       | 4 066  | 7,51%     |
|         | PT      | Emilson Reginaldo | 1 981  | 3,66%     |
| Totais  | Totais  | Totais            | 54 157 |           |

## Resultado da eleição para vereador
A eleição para a 13ª Legislatura josefense teve 3.731 votos em branco e 5.564 votos nulos, totalizando 61.228 votos válidos. Estavam aptos 77.692 eleitores, e 7.169 se abstiveram.
| Nome                           | Partido político                                   | Coligação               | Votos recebidos | Percentual |
| ------------------------------ | -------------------------------------------------- | ----------------------- | --------------- | ---------- |
| Jose Natal Pereira             | Partido da Frente Liberal (PFL)                    | PFL/PRN                 | 1.345           | 2,07%      |
| Orvino Coelho de Ávila         | Partido da Frente Liberal (PFL)                    | PFL/PRN                 | 1.254           | 1,93%      |
| Adi Xavier de Castro           | Partido da Frente Liberal (PFL)                    | PFL/PRN                 | 1.237           | 1,90%      |
| Jose Nilton Alexandre          | Partido da Frente Liberal (PFL)                    | PFL/PRN                 | 1.085           | 1,67%      |
| Dario Elias Berger             | Partido da Frente Liberal (PFL)                    | PFL/PRN                 | 994             | 1,53%      |
| Valdemar Antonio Schmidt       | Partido da Frente Liberal (PFL)                    | PFL/PRN                 | 959             | 1,48%      |
| Edio Osvaldo Vieira            | Partido da Frente Liberal (PFL)                    | PFL/PRN                 | 847             | 1,30%      |
| Ademar Francisco Koerich       | Partido da Frente Liberal (PFL)                    | PFL/PRN                 | 844             | 1,30%      |
| Vanildo Macedo                 | Partido Democrático Social (PDS)                   | Força Popular           | 753             | 1,16%      |
| Salezio Zimermann              | Partido Democrático Social (PDS)                   | Força Popular           | 728             | 1,12%      |
| João Rogerio de Farias         | Partido Democrático Trabalhista (PDT)              | Mobilização Trabalhista | 643             | 0,99%      |
| Pedro Antonio de Souza         | Partido Democrático Social (PDS)                   | Força Popular           | 631             | 0,97%      |
| Paulo de Tarso da Luz Ferreira | Partido do Movimento Democrático Brasileiro (PMDB) | Força Progressista      | 600             | 0,92%      |
| Candido Amaro Damasio          | Partido Democrático Social (PDS)                   | Força Popular           | 566             | 0,87%      |
| Fernando Melquíades Elias      | Partido Democrático Trabalhista (PDT)              | Mobilização Trabalhista | 516             | 0,79%      |
| Protazio Machado               | Partido do Movimento Democrático Brasileiro (PMDB) | Força Progressista      | 499             | 0,77%      |
| Gilson Luiz Junckes            | Partido Democrático Trabalhista (PDT)              | Mobilização Trabalhista | 485             | 0,75%      |
| Turibio Antonio Martins        | Partido do Movimento Democrático Brasileiro (PMDB) | Força Progressista      | 444             | 0,68%      |
| Ernei Jose Stahelin            | Partido do Movimento Democrático Brasileiro (PMDB) | Força Progressista      | 434             | 0,67%      |
| Rose Maria de Jesus Pauli      | Partido Social Cristão (PSC)                       | Força Popular           | 393             | 0,60%      |
| Joao Celso da Silva            | Partido do Movimento Democrático Brasileiro (PMDB) | Força Progressista      | 372             | 0,57%      |